# Ornizione
Ornizione (in greco antico: Ὀρνυτίων?, Ornütíōn) o Ornito (in greco antico: (Ὄρνυτος?, Órnütos) è un personaggio della mitologia greca. Fu re di Corinto.

## Genealogia
Figlio di Sisifo e di Merope, divenne padre di Foco e di Toante.
Non sono noti nomi di mogli o concubine.

## Mitologia
Il suo nome significa "uccello della luna" o "uccellino". La derivazione del nome dai volatili si deve al fatto che nella vecchia Daulide (in seguito chiamata Focide) esisteva un credo diffuso riguardante gli uccelli.
Partendo dall'Aonia, si alleò con la città di Iampoli nella battaglia contro gli abitanti di Locride Opunzia per il regno di Daphnus. 

Ornizione vinse e consegnò il nuovo regno al figlio Foco, prima di fare ritorno a Corinto con Toante che in seguito fu il suo successore.
Fu il capostipite dei successivi re di Corinto attraverso il figlio Toante, e dei re di Focide attraverso Foco. Il suo orgoglio era una mandria di bestiame che pascolava sull'istmo di Corinto.